# تولیگوووه (استان لوبلین)
تولیگوووه (به لهستانی:  Tuligłowy) یک روستا در لهستان است که در گمینا کراسنستاو واقع شده‌است.